# Radu Greceanu
Radu Greceanu (n. cca. 1655/1660 – d. ante 9 iulie 1725) a fost un cronicar muntean, autor al cronicii oficiale a lui Constantin Brâncoveanu.
Logofătul Radu Greceanu, împreună cu fratele său, logofătul Șerban Greceanu, a luat parte, alături de stolnicul Constantin Cantacuzino și cu sprijinul arhiereului Ghermano de Nyssa (directorul Academiei grecești din Constantinopol) și al lui Sevastos Kymenites (directorul școlii grecești din București) la traducerea Bibliei de la București  — prima ediție integrală în limba română a textului Sfintei Scripturi. Cartea a fost tradusă după textul Septuagintei și a apărut la 1688. Apariția ei a reprezentat un moment important în procesul de dezvoltare a limbii române literare iar răspândirea ei pe întregul teritoriu locuit de români a contribuit la impunerea graiului muntenesc ca bază a limbii române literare.

## Biografie
Radu Greceanu s-a născut în satul Greci situat în județul Vlașca (în prezent localitatea se află pe teritoriul județului Dâmbovița). Părinții săi au fost - se presupune - proprietari de condiție modestă, nemenționați drept purtători de ranguri în documentele vremii. 
Soția sa, Ecaterina, era fiica lui Ivașco Băleanu.
Unica funcție deținută de Greceanu de-a lungul vieții a fost aceea de simplu logofăt, nu de vel logofăt, cum a susținut în mod eronat Ștefan D. Grecianu, responsabil pentru ediția din 1906 a cronicii.
Cunoștea profund limba și întreaga cultură grecească. S-a ocupat timp de peste un deceniu de traducerea și tipărirea unor lucrări de cult, acțiune inițiată de domnitorul Șerban Cantacuzino, al cărui program politic urmărea întărirea ortodoxismului în zona Balcanilor drept armă împotriva turcilor.
În 1693, Radu Greceanu devine cronicarul oficial al domniei lui Constantin Brâncoveanu, calitate păstrată până la sfârșitul tragic al domnitorului în 1714. Portrivit cercetătoarei Aurora Ilieș, este plauzibilă ipoteza surghiunului lui Radu Greceanu în Asia Mică drept consecință a fidelității sale față de domnitor.
Cert este că la 9 iulie 1725 fiica lui, Maria, a donat Mănăstirii Stravropoleos o bucată din locul caselor ce le moștenise de la părinți, întru pomenirea sufletelor lor.
Rămășițele lui Radu Greceanu se află în Cimitirul Bellu din București, după ce până în 1991 un mausoleu a fost ridicat la cimitirul Mănăstirii Cernica, care îi adăpostea osemintele.
Liceul Radu Greceanu din Slatina îi poartă numele.

## Opere
- Istoria domniei lui Constantin Basarab Brîncoveanu voievod
- Letopisețul de la descălecarea cea dintâiu a românilor și așezarea lor în Țara Românească, manuscris care s-a pierdut.